# Островът на 100-те гривни
„Островът на 100-те гривни“ е приключенско риалити предаване на bTV. Българската версия на шоуто е по лиценз на Talpa Studios.

## Формат
В оригиналния формат сто души са оставени на необитаем тропически остров, където трябва да оцелеят за около два месеца. При пристигането си всеки състезател получава номерирана гривна на стойност 10 000 долара, така че 100-те гривни заедно струват 1 милион долара. Наред с Холандия, Белгия, САЩ, Австралия, Румъния и Близкия изток, „Million Dollar Island“ на Talpa Studios с партньори Monday Media бележи следващата си територия в България и се реализира под името „Островът на 100-те гривни“.

## Сезони
| Сезон | Сезон | Име             | ТВ канал | Година | Епизоди | Водещ(и)                      | Старт        | Финал       | Излъчване                                                        | Дни | Локация  | Участници | Финалисти                                                                                | Награден фонд                                  |
| ----- | ----- | --------------- | -------- | ------ | ------- | ----------------------------- | ------------ | ----------- | ---------------------------------------------------------------- | --- | -------- | --------- | ---------------------------------------------------------------------------------------- | ---------------------------------------------- |
|       | 1     | Другата Вселена | bTV      | 2024   | 52      | Александър Сано Диляна Попова | 16 септември | 12 декември | понеделник, 20:00 – 23:00; вторник – четвъртък, 20:00 – 22:00/30 | 54  | Филипини | 33        | Георги Коджабашев (24 000 лв.) Александър Гюров (9 000 лв.) Венцислав Велков (9 000 лв.) | 300 000 лв. (Топ 3) Общо спечелени: 42 000 лв. |

## Първи сезон
На 13 март 2024 г. bTV Media Group обявява нов риалити формат за България – „Островът на 100-те гривни“. Участниците ще се борят за награден фонд от 300 000 лв., а кастингът стартира същия ден и ще продължи до 14-и април. До 16 май трябва да бъдат избрани всички участници, които ще вземат участие в шоуто. На 25 март в „Тази сутрин“ по bTV е обявен и водещият – актьорът Александър Сано. На 28 май е съобщено, че към формата се присъединява и актрисата Диляна Попова. Сезонът е заснет за около 54 дни през лятото във Филипините и е озаглавен „Островът на 100-те гривни: Другата Вселена“.

### Участници
| Финално класиране | Финално класиране   | Финално класиране | Финално класиране | Финално класиране       | Финално класиране | Финално класиране | Финално класиране                                              | Финално класиране | Финално класиране |
| №                 | Състезател          | Възраст           | Град              | Професия                | Лагер             | Лагер             | Финал                                                          | Епизод            | Печалба           |
| ----------------- | ------------------- | ----------------- | ----------------- | ----------------------- | ----------------- | ----------------- | -------------------------------------------------------------- | ----------------- | ----------------- |
| 1                 | Георги Коджабашев   | 34                | София             | Артист, татуист         | 2                 | 2                 | Финалист (14 гривни, 5 отворени кутии, 15 000 лв. + 9 000 лв.) | Епизод 52 (финал) | 24 000 лв.        |
| 2                 | Александър Гюров    | 29                | София             | IT предприемач          | 3                 | 3                 | Финалист (51 гривни, отваря бомбата, 84 000 лв. + 9 000 лв.)   | Епизод 52 (финал) | 9 000 лв.         |
| 3                 | Венцислав Велков    | 31                | Добрич            | Пожарникар              | 1                 | 3                 | Финалист (35 гривни, отваря бомбата, 9 000 лв. + 9 000 лв.)    | Епизод 52 (финал) | 9 000 лв.         |
| 4                 | Бистра Старейшинска | 26                | София             | Мениджър събития        | 3                 | 3                 | Елиминирана от Георги (22 гривни за Александър)                | Епизод 52 (финал) | 0 лв.             |
| 5                 | Дамян Илиев – Дзами | 33                | София             | Търговец                | 1                 | 1                 | Напуснал доброволно и спасява Бистра с 22 гривни               | Епизод 51         | 0 лв.             |
| 6                 | Мая Пауновска       | 36                | София             | Собствен бизнес         | 3                 | 3                 | Напуснала доброволно (1 гривна за Бистра)                      | Епизод 51         | 0 лв.             |
| 7                 | Виктор Митов        | 29                | София             | Компютърен инженер      | 1                 | 1                 | Елиминиран от Георги (0 гривни)                                | Епизод 50         | 0 лв.             |
| 8                 | Мирослав Джоканов   | 36                | Видин             | Предприемач             | 3                 | 3                 | Елиминиран от Бистра (0 гривни)                                | Епизод 49         | 0 лв.             |
| 9                 | Ванеса Ташева       | 21                | София             | Бранд специалист        | 1                 | 1                 | Елиминирана от Мирослав (0 гривни)                             | Епизод 48         | 0 лв.             |
| 10                | Виктор Гогов        | 48                | София             | Шофьор на такси         | 1                 | 1                 | Елиминиран от Мирослав (0 гривни)                              | Епизод 46         | 0 лв.             |
| 11                | Берке Йозтюрк       | 20                | Стара Загора      | Студент по медицина     | 2                 | 1                 | Елиминиран от Виктор Митов (0 гривни)                          | Епизод 44         | 0 лв.             |
| 12                | Вера Гешева         | 39                | с. Железница      | Молекулярен биолог      | 1                 | 1                 | Елиминирана от Георги (0 гривни)                               | Епизод 42         | 0 лв.             |
| 13                | Емил Видев          | 65                | София             | Преподавател            | 2                 | 2                 | Елиминиран от Георги (0 гривни)                                | Епизод 40         | 0 лв.             |
| 14                | Кирил Вълчев        | 26                | Балчик            | Управител на нощен клуб | 2                 | 2                 | Елиминиран от Дзами (0 гривни)                                 | Епизод 38         | 0 лв.             |
| 15                | Петя Гергова        | 31                | София             | Треньор по тенис        | 1                 | 2                 | Елиминирана от Кирил (0 гривни)                                | Епизод 36         | 0 лв.             |
| 16                | Биляна Писова       | 21                | София             | Кондиционен треньор     | 2                 | 1                 | Елиминирана от Мая (0 гривни)                                  | Епизод 34         | 0 лв.             |
| 17                | Владимир Северинов  | 33                | София             | Татуист                 | 1                 | 3                 | Напуснал по здравословни причини (1 гривна за Венцислав)       | Епизод 34         | 0 лв.             |
| 18                | Нина Стоянова       | 38                | София             | Копирайтър              | 3                 | 1                 | Елиминирана от Петя (0 гривни)                                 | Епизод 33         | 0 лв.             |
| 19                | Марина Хаджийска    | 25                | Плевен            | Офис сътрудник          | 2                 | 2                 | Напуснала по здравословни причини (0 гривни)                   | Епизод 32         | 0 лв.             |
| 20                | Лора Чанчуковска    | 26                | Плевен            | Собствен бизнес         | 2                 | 2                 | Елиминирана от Марина (0 гривни)                               | Епизод 28         | 0 лв.             |
| 21                | Иван Стефанов       | 30                | Чирпан            | Управител на магазин    | 2                 | 2                 | Напуснал доброволно и спасява Берке с 1 гривна                 | Епизод 26         | 0 лв.             |
| 22                | Ина Първанова       | 37                | София             | Нутриционист            | 3                 | 3                 | Напуснала доброволно (1 гривна за Александър)                  | Епизод 24         | 0 лв.             |
| 23                | Шериф Хосни         | 34                | Бургас            | IT специалист           | 2                 | 2                 | Напуснал по здравословни причини (5 гривни за Георги)          | Епизод 22         | 0 лв.             |
| 24                | Рената Пачева       | 33                | София             | Маркетолог              | 1                 | 1                 | Напуснала доброволно (8 гривни за Дзами)                       | Епизод 21         | 0 лв.             |
| 25                | Мимо-Гарсия Груев   | 26                | София             | Съдебен заседател       | 3                 | 3                 | Елиминиран от Георги (0 гривни)                                | Епизод 20         | 0 лв.             |
| 26                | Ивайло Секулички    | 37                | София             | Предприемач             | 2                 | 2                 | Напуснал доброволно и спасява Марина с 1 гривна                | Епизод 16         | 0 лв.             |
| 27                | Грозденка Владова   | 24                | Лом               | Инфлуенсър              | 2                 | 2                 | Напуснала по здравословни причини (1 гривна за Секулички)      | Епизод 15         | 0 лв.             |
| 28                | Еляса Хасан         | 24                | Гоце Делчев       | Инфлуенсър              | 1                 | 1                 | Напуснал по здравословни причини (4 гривни за Рената)          | Епизод 13         | 0 лв.             |
| 29                | Кънчо Атанасов      | 25                | Стара Загора      | Студент по право, DJ    | 3                 | 3                 | Напуснал доброволно (4 гривни за Владимир)                     | Епизод 12         | 0 лв.             |
| 30                | Иван Йочколовски    | 38                | София             | Бизнесмен               | 3                 | 3                 | Напуснал доброволно и спасява Мая с 1 гривна                   | Епизод 12         | 0 лв.             |
| 31                | Яна Узунова         | 32                | Варна             | Певица                  | 3                 | 3                 | Елиминирана от Бистра (0 гривни)                               | Епизод 8          | 0 лв.             |
| 32                | Джулиана Кирилова   | 22                | Варна             | Танцьор                 | 2                 | 2                 | Напуснала доброволно и спасява Кирил с 1 гривна                | Епизод 4          | 0 лв.             |
| 33                | Симеон Станкович    | 28                | София             | Борец, соколар          | –                 | –                 | Елиминиран в игра за влизане от Йочколовски                    | Епизод 5          | 0 лв.             |

### Регламент

#### Първи етап
- Старт на Играта

На старта 30 участници получават равен брой гривни, общо 90, разпределени по три сини гривни на състезател, с обща стойност от 270 000 лв. Всяка гривна е на стойност 3 000 лв., което означава, че стойността на всеки участник е 9 000 лв. На плажа е поставена и златната гривна номер 100. Останалите 9 допълнителни гривни (с обща стойност 27 000 лв.) ще се разпределят от водещите през първия етап. Участниците могат да печелят и да губят гривни в различни игри, както и да получават гривни от другите състезатели. При отказ от участие състезателят трябва да предаде своите гривни на останалия играч.
- Избор от Диска

Всяка гривна има уникален номер от 1 до 100. Играчът, на чието число попадне стрелката на Диска, получава контрол над играта за следващите 24 часа и може да номинира четирима играчи от различни лагери за Играта на Богатите. Избраният може да номинира и себе си, но трябва да има 3 или повече гривни. Златногривният играч и най-богатият играч на острова имат имунитет. Номинирането на тях е възможно само ако те свалят имунитета си. Ако най-богатият е Златногривният, само той или тя притежава имунитет.
- Игра на Богатите

Четирима играчи с 3 или повече гривни, посочени от избрания от Диска, влизат в Играта на Богатите. Всеки залага по 1 гривна. Ако играч притежава Златна гривна, тя се залага първа. Победителят получава 4 гривни (12 000 лв.) и правото да участва в Играта за Златната гривна. В Играта на Богатите и Играта на Предизвиканите има зададена времева рамка. Ако няма победител в определеното време, водещите прилагат правилата за дузпи. Избраният от Диска играч избира един от компонентите в съответната игра за състезание между участниците.
- Игра на Предизвиканите

Тримата загубили играчи в Играта на Богатите автоматично преминават в Играта на Предизвиканите, като залагат по още 1 гривна. Победителят печели 3 гривни (9 000 лв.).
- Игра за Златната гривна

Настоящият притежател на Златната гривна и играчи, предявили претенции към нея, могат да участват. Залогът за участие е 1 гривна. Победителят прибира заложените гривни и става новият Златногривен(а), получавайки имунитет и допълнителни привилегии, включващи: храна, правото да номинира трима участници за Играта за Оцеляване, както и възможността да спасява и елиминира играчи.
- Игра за Оцеляване

Златногривният номинира трима играчи с по-малко от 3 гривни, които са застрашени от отпадане. Всеки от тях залага всичките си гривни в играта. Победителят остава в играта и прибира залога.
- Елиминация

Златногривният решава кой от двамата останали играчи да спаси с допълнителна гривна и кой да елиминира. При доброволно напускане играчът предава гривните си на друг участник.

#### Втори етап
- Избор от Диска

Всички 100 сектора на Диска са отворени. Във втората фаза само най-богатият играч на острова притежава имунитет срещу номиниране. Избраният от Диска отива на Острова на Избрания, където обмисля стратегиите си. След това той или тя номинира шестима играчи за Игрите на тотален залог. Избраният разделя играчите на две групи – А и Б, всяка с по трима играчи. Златната гривна номер 100 предоставя само допълнителна дажба храна за втория етап.
- Игри за Тотален залог

Залагат се всички гривни. В тези игри няма времева рамка и те продължават, докато не се определи класирането на трите места. Първият от всяка група прибира своя залог от гривна(и) и става претендент за Шампионския залог в Играта на Победителите. От 9-та седмица вторият получава половината от гривните си от залога в купата, вместо 1 гривна, а третият остава без гривни и е застрашен от елиминация. Остатъкът от гривните, получен от общия залог на всяка група, се обединява в Шампионския залог.
- Игра на Победителите

Двамата претенденти от Игрите за тотален залог се изправят един срещу друг в тази игра, като не залагат собствените си гривни. Победителят ще спечели остатъка от гривните, натрупани в Шампионския залог от двете групи.
- Игра за Оцеляване

Останалите играчи, заели последното трето място в двете групи, се изправят един срещу друг в Игра за Оцеляване. От 9-та седмица победителят възвръща половината от гривните си от победителя в Шампионския залог, вместо една гривна.
- Елиминация

Загубилият битката за оцеляване отпада от състезанието, освен ако някой играч не реши да го спаси, отказвайки се от играта.
- Седмица 8 – 9

Избраният от Диска ще определи две двойки, които ще се състезават помежду си. Едната двойка ще бъде съставена от богати играчи, притежаващи три или повече гривни, а другата ще включва бедни играчи с по една гривна. Ако бедната двойка загуби, един от тях ще бъде елиминиран. При загуба на богатата двойка, никой няма да бъде елиминиран, но един от тях ще трябва да се откаже от половината от гривните си. В началото на 9-та седмица се въвеждат извънредни правила за бедните играчи с 1 гривна. Посоченият от Диска играч ще номинира 3-ма играчи за специална Игра на Бедните. Победителят в играта взема целия залог от гривни и се спасява, а останалите двама ще бъдат изпратени в Игра за Оцеляване.
- Финал

На финала тримата състезатели с най-много гривни ще получат шанс да осребрят стойността им от сандъци с общ награден фонд от 300 хиляди лева. Всеки от тях ще има шанс да осребри гривните си в изпитание на нервите, с възможност да загубят всичко в последния момент. Всеки финалист ще се изправи пред труден избор: да продължи да отваря сандъци и да увеличава печалбата си, или да спре навреме, за да избегне опасността. Във всеки сандък може да се крие не само парична награда, но и една бомба, предназначена за съответния финалист. Участниците ще отварят сандъците по ред, като започва този с най-малко гривни. Рискът е голям – ако някой активира бомбата, цялата му събрана сума ще бъде загубена и той ще напусне играта с минималната гарантирана сума от шоуто.

### История на играта
Играчите се разделят самостоятелно на три лагера: Лагер 1 – „Нумеролози“, Лагер 2 – „Глория“ и Лагер 3 – „Мимо-Гарсия“.

#### Първи етап
Седмица 1: Старт (Първа доставка на провизии на сушата)
| Епизод | Епизод             | Избор от Диска                                                                        | Игра на Богатите                                      | Игра на Богатите  | Игра на Предизвиканите                        | Игра на Предизвиканите   |
| №      | Дата               | Избор от Диска                                                                        | Номинирани                                            | Победител         | Победител                                     | Губещи                   |
| ------ | ------------------ | ------------------------------------------------------------------------------------- | ----------------------------------------------------- | ----------------- | --------------------------------------------- | ------------------------ |
| 1      | 16 септември, 2024 | (първа доставка на провизии на плажа) (№ 100 златната гривна намира Дзами) Ванеса (3) | Секулички (3), Георги (3), Шериф (3), Кирил (3)       | Георги (6)        | Шериф (4)                                     | Секулички (1), Кирил (1) |
| 2      | 17 септември, 2024 | Виктор Гогов (3)                                                                      | Виктор Гогов (3), Яна (3), Виктор Митов (3), Нина (3) | Виктор Гогов (6)  | Виктор Митов (4)                              | Яна (1), Нина (1)        |
| 3      | 18 септември, 2024 | Мимо-Гарсия (3)                                                                       | Дзами (4), Бистра (3), Джулиана (3), Мая (3)          | Бистра (6)        | Дзами (5)                                     | Джулиана (1), Мая (1)    |
| 4      | 19 септември, 2024 | Игра за Златната гривна                                                               | Игра за Оцеляване                                     | Игра за Оцеляване | Елиминация                                    | Елиминация               |
| 4      | 19 септември, 2024 | Георги (6), Виктор Гогов (6), Бистра (6)                                              | Номинирани                                            | Победител         | Спасен(а)                                     | Отпаднал(а)              |
| 4      | 19 септември, 2024 | Победител                                                                             | Кирил (1), Джулиана (1), Секулички (1)                | Секулички (3)     | Джулиана (0) (напуска играта и спасява Кирил) | –                        |
| 4      | 19 септември, 2024 | Виктор Гогов (8)                                                                      | Кирил (1), Джулиана (1), Секулички (1)                | Секулички (3)     | Кирил (1) (№ 91 гривна е пусната в играта)    | –                        |

Седмица 2
| Епизод | Епизод             | Избор от Диска                                                                           | Игра за влизане в играта                                 | Игра за влизане в играта                      | Игра за втори шанс                               | Игра за втори шанс               |
| №      | Дата               | Избор от Диска                                                                           | 3-ма нови играчи                                         | Победител                                     | Победител                                        | Отпаднал                         |
| ------ | ------------------ | ---------------------------------------------------------------------------------------- | -------------------------------------------------------- | --------------------------------------------- | ------------------------------------------------ | -------------------------------- |
| 5      | 23 септември, 2024 | –                                                                                        | Мирослав (0), Симеон (0), Йочколовски (0)                | Мирослав (1) (№ 92 гривна е пусната в играта) | Йочколовски (1) (№ 93 гривна е пусната в играта) | Симеон (0)                       |
| Епизод | Епизод             | –                                                                                        | Игра на Богатите                                         | Игра на Богатите                              | Игра на Предизвиканите                           | Игра на Предизвиканите           |
| №      | Дата               | –                                                                                        | Номинирани                                               | Победител                                     | Победител                                        | Губещи                           |
| 6      | 24 септември, 2024 | Мая (1) (избрана от диска на 23.09)                                                      | Мимо-Гарсия (3), Бистра (5), Александър (3), Ина (3)     | Бистра (8)                                    | Александър (4)                                   | Мимо-Гарсия (1), Ина (1)         |
| 7      | 25 септември, 2024 | Бистра (8) (избрана от диска на 24.09) (Мирослав и Йочколовски са приети в лагер 3)      | Бистра (8), Рената (3), Грозденка (3), Иван Стефанов (3) | Рената (6)                                    | Бистра (9)                                       | Грозденка (1), Иван Стефанов (1) |
| 8      | 26 септември, 2024 | Игра за Златната гривна                                                                  | Игра за Оцеляване                                        | Игра за Оцеляване                             | Елиминация                                       | Елиминация                       |
| 8      | 26 септември, 2024 | Бистра (9), Рената (6), Виктор Гогов (8)                                                 | Номинирани                                               | Победител                                     | Спасен(а)                                        | Отпаднал(а)                      |
| 8      | 26 септември, 2024 | Победител                                                                                | Мирослав (1), Мая (1), Яна (1)                           | Мирослав (3)                                  | Мая (1) (№ 94 гривна е пусната в играта)         | Яна (0) (елиминирана от Бистра)  |
| 8      | 26 септември, 2024 | Бистра (11) (размяна от Бистра: 10 сини гривни = 1 зелена гривна на стойност 30 000 лв.) | Мирослав (1), Мая (1), Яна (1)                           | Мирослав (3)                                  | Мая (1) (№ 94 гривна е пусната в играта)         | Яна (0) (елиминирана от Бистра)  |

Седмица 3
| Епизод | Епизод             | Избор от Диска                          | Игра на Богатите                                      | Игра на Богатите  | Игра на Предизвиканите                         | Игра на Предизвиканите |
| №      | Дата               | Избор от Диска                          | Номинирани                                            | Победител         | Победител                                      | Губещи |
| ------ | ------------------ | --------------------------------------- | ----------------------------------------------------- | ----------------- | ---------------------------------------------- | --- |
| 9      | 30 септември, 2024 | Секулички (3)                           | Биляна (3), Берке (3), Виктор Гогов (7), Владимир (3) | Владимир (6)      | Берке (4)                                      | Биляна (1), Виктор Гогов (5) |
| 10     | 1 октомври, 2024   | Емил (3) (избран от диска на 30.09)     | Емил (3), Лора (3), Еляса (3), Вера (3)               | Еляса (6)         | Емил (4)                                       | Лора (1), Вера (1) |
| 11     | 2 октомври, 2024   | Бистра (11) (избрана от диска на 01.10) | Мирослав (3), Кънчо (3), Александър (4), Еляса (6)    | Мирослав (6)      | Кънчо (4)                                      | Александър (2), Еляса (4) |
| 12     | 3 октомври, 2024   | Игра за Златната гривна                 | Игра за Оцеляване                                     | Игра за Оцеляване | Елиминация                                     | Елиминация |
| 12     | 3 октомври, 2024   | Владимир (6), Мирослав (6), Бистра (11) | Номинирани                                            | Победител         | Спасен(а)                                      | Отпаднал(а) |
| 12     | 3 октомври, 2024   | Победител                               | Йочколовски (1), Мая (1), Кирил (1)                   | Кирил (3)         | Йочколовски (0) (напуска играта и спасява Мая) | Кънчо (0) (напуска доброволно и дава своите 4 гривни на Владимир (12); (размяна от Владимир: 10 сини гривни = 1 зелена гривна на стойност 30 000 лв.) |
| 12     | 3 октомври, 2024   | Владимир (8)                            | Йочколовски (1), Мая (1), Кирил (1)                   | Кирил (3)         | Мая (1) (№ 95 гривна е пусната в играта)       | Кънчо (0) (напуска доброволно и дава своите 4 гривни на Владимир (12); (размяна от Владимир: 10 сини гривни = 1 зелена гривна на стойност 30 000 лв.) |

Седмица 4 (Втора доставка на провизии във водата)
| Епизод | Епизод            | Избор от Диска | Игра на Богатите | Игра на Богатите                    | Игра на Предизвиканите | Игра на Предизвиканите                          |
| №      | Дата              | Избор от Диска | Номинирани | Победител                           | Победител              | Губещи                                          |
| ------ | ----------------- | --- | --- | ----------------------------------- | ---------------------- | ----------------------------------------------- |
| 13     | 7 октомври, 2024  | Емил (4) Еляса (0) (напуска по здравословни причини и дава своите 4 гривни на Рената (7) | Шериф (4), Марина (3), Ванеса (3), Рената (5) | Шериф (7)                           | Ванеса (4)             | Марина (1), Рената (3)                          |
| 14     | 8 октомври, 2024  | Мирослав (5) (избран от диска на 07.10) (размяна от Рената: 10 сини гривни = 1 зелена гривна на стойност 30 000 лв.)                                                                                                  | Мирослав (5), Бистра (10), Рената (7), Секулички (3) | Рената (10)                         | Мирослав (6)           | Бистра (8), Секулички (1)                       |
| 15     | 9 октомври, 2024  | Петя (3) (избрана от диска на 08.10) Грозденка (0) (напуска по здравословни причини и дава 1 гривна на Секулички (2) Виктор Митов (4) (избран от диска да определи съотношението между половете в играта за провизии) | Кирил (3), Шериф (7), Петя (3), Венцислав (3) | Венцислав (6)                       | Кирил (4)              | Шериф (5), Петя (1)                             |
| 16     | 10 октомври, 2024 | Игра за Златната гривна | Игра за провизии | Игра за Оцеляване                   | Игра за Оцеляване      | Елиминация                                      |
| 16     | 10 октомври, 2024 | Шериф (5), Владимир (12) | Игра за провизии | Номинирани                          | Победител              | Спасен(а)                                       |
| 16     | 10 октомври, 2024 | Победител | 1 място: Лагер 2 „Глория“ – 75,4 кг. (запазват събраната храна); 2 място: Лагер 1 „Нумеролози“ – 42,5 кг. (-50% от събраното); 3 място: Лагер 3 „Мимо-Гарсия“ – 38,2 кг. (остават без нищо) | Секулички (2), Марина (1), Петя (1) | Петя (4)               | Секулички (0) (напуска играта и спасява Марина) |
| 16     | 10 октомври, 2024 | Шериф (6) | 1 място: Лагер 2 „Глория“ – 75,4 кг. (запазват събраната храна); 2 място: Лагер 1 „Нумеролози“ – 42,5 кг. (-50% от събраното); 3 място: Лагер 3 „Мимо-Гарсия“ – 38,2 кг. (остават без нищо) | Секулички (2), Марина (1), Петя (1) | Петя (4)               | Марина (1) (№ 96 гривна е пусната в играта)     |

Седмица 5
| Епизод | Епизод            | Избор от Диска | Игра на Богатите                                       | Игра на Богатите  | Игра на Предизвиканите                    | Игра на Предизвиканите                 |
| №      | Дата              | Избор от Диска | Номинирани                                             | Победител         | Победител                                 | Губещи                                 |
| ------ | ----------------- | --- | ------------------------------------------------------ | ----------------- | ----------------------------------------- | -------------------------------------- |
| 17     | 14 октомври, 2024 | Дзами (5) | Дзами (5), Виктор Гогов (5), Емил (4), Берке (4)       | Дзами (8)         | Емил (5)                                  | Виктор Гогов (3), Берке (2)            |
| 18     | 15 октомври, 2024 | Владимир (11) (избран от диска на 14.10) (Владимир и Венцислав преминават в лагер 3)                                             | Венцислав (6), Георги (5), Кирил (4), Виктор Митов (4) | Георги (8)        | Кирил (5)                                 | Венцислав (4), Виктор Митов (2)        |
| 19     | 16 октомври, 2024 | Бистра (8) (избрана от диска на 15.10)                                                                                           | Бистра (8), Владимир (11), Венцислав (4), Рената (10)  | Венцислав (7)     | Бистра (9)                                | Владимир (9), Рената (8)               |
| 20     | 17 октомври, 2024 | Игра за Златната гривна | Игра за Оцеляване                                      | Игра за Оцеляване | Елиминация                                | Елиминация                             |
| 20     | 17 октомври, 2024 | Шериф (6), Дзами (8), Георги (8), Венцислав (7)                                                                                  | Номинирани                                             | Победител         | Спасен(а)                                 | Отпаднал(а)                            |
| 20     | 17 октомври, 2024 | Победител | Лора (1), Мимо-Гарсия (1), Нина (1)                    | Нина (3)          | Лора (1) (№ 97 гривна е пусната в играта) | Мимо-Гарсия (0) (елиминиран от Георги) |
| 20     | 17 октомври, 2024 | Георги (11) (размяна от Георги: 10 сини гривни = 1 зелена гривна на стойност 30 000 лв.) (доставка на материали за трите лагера) | Лора (1), Мимо-Гарсия (1), Нина (1)                    | Нина (3)          | Лора (1) (№ 97 гривна е пусната в играта) | Мимо-Гарсия (0) (елиминиран от Георги) |

Седмица 6
| Епизод | Епизод            | Избор от Диска | Игра на Богатите                                                 | Игра на Богатите  | Игра на Предизвиканите                                                                          | Игра на Предизвиканите                                                                                                |
| №      | Дата              | Избор от Диска | Номинирани                                                       | Победител         | Победител                                                                                       | Губещи |
| ------ | ----------------- | --- | ---------------------------------------------------------------- | ----------------- | ----------------------------------------------------------------------------------------------- | --- |
| 21     | 21 октомври, 2024 | Георги (11) (избран от диска на 17.10) Рената (0) (напуска доброволно и дава своите 8 гривни на Дзами (15)                                                                                       | Кирил (5), Емил (5), Виктор Гогов (3), Мирослав (6)              | Кирил (8)         | Мирослав (7)                                                                                    | Емил (3), Виктор Гогов (1)                                                                                            |
| 22     | 22 октомври, 2024 | Ина (1) (избрана от диска на 21.10) Шериф (0) (напуска по здравословни причини и дава своите 5 гривни на Георги (16) (размяна от Дзами: 10 сини гривни = 1 зелена гривна на стойност 30 000 лв.) | Нина (3), Ванеса (4), Кирил (8), Венцислав (6)                   | Венцислав (9)     | Кирил (9)                                                                                       | Нина (1), Ванеса (2)                                                                                                  |
| 23     | 23 октомври, 2024 | Кирил (9) (избран от диска на 22.10) | Бистра (9), Венцислав (9), Кирил (9), Петя (4)                   | Венцислав (12)    | Кирил (10)                                                                                      | Бистра (7), Петя (2)                                                                                                  |
| 24     | 24 октомври, 2024 | Игра за Златната гривна | Игра за Оцеляване                                                | Игра за Оцеляване | Елиминация (край на първи етап: размяна на гривни)                                              | Елиминация (край на първи етап: размяна на гривни)                                                                    |
| 24     | 24 октомври, 2024 | Георги (16), Кирил (10), Венцислав (12) | 6-ма номинирани                                                  | Победител         | Спасени                                                                                         | Напуснала |
| 24     | 24 октомври, 2024 | Победител | Берке (2), Марина (1), Ванеса (2), Петя (2), Биляна (1), Ина (1) | Биляна (9)        | Марина (1), Берке (1) (Марина и Берке са спасени от Георги с допълнителните гривни № 98 и № 99) | Ина (0) (Мирослав (6) дава 1 гривна на Ина, тя после предава гривната на Александър (3), и напуска доброволно играта) |
| 24     | 24 октомври, 2024 | Георги (18) (размяна от Венцислав: 10 сини гривни = 1 зелена гривна на стойност 30 000 лв.) (Нина от лагер 3 преминава в лагер 1) (Биляна от лагер 2 преминава в лагер 1)                        | Берке (2), Марина (1), Ванеса (2), Петя (2), Биляна (1), Ина (1) | Биляна (9)        | Ванеса (2) (Ванеса получава 1 гривна от Биляна (8) и 1 гривна от Владимир (8)                   | Ина (0) (Мирослав (6) дава 1 гривна на Ина, тя после предава гривната на Александър (3), и напуска доброволно играта) |
| 24     | 24 октомври, 2024 | Георги (18) (размяна от Венцислав: 10 сини гривни = 1 зелена гривна на стойност 30 000 лв.) (Нина от лагер 3 преминава в лагер 1) (Биляна от лагер 2 преминава в лагер 1)                        | Берке (2), Марина (1), Ванеса (2), Петя (2), Биляна (1), Ина (1) | Биляна (9)        | Петя (1) (Петя получава 1 гривна от Венцислав (10)                                              | Ина (0) (Мирослав (6) дава 1 гривна на Ина, тя после предава гривната на Александър (3), и напуска доброволно играта) |

#### Втори етап
Седмица 7
| Епизод | Епизод            | Избор от Диска | Игри за Тотален залог | Игри за Тотален залог | Игри за Тотален залог                                                                            | Игри за Тотален залог                                            | Игри за Тотален залог                   | Игри за Тотален залог |
| №      | Дата              | Избор от Диска | Номинирани Група А | Класиране 15 гривни за шампионския залог | Класиране 15 гривни за шампионския залог                                                         | Номинирани Група Б                                               | Класиране 1 гривна за шампионския залог | Класиране 1 гривна за шампионския залог |
| ------ | ----------------- | --- | --- | --- | ------------------------------------------------------------------------------------------------ | ---------------------------------------------------------------- | --------------------------------------- | --- |
| 25     | 28 октомври, 2024 | Владимир (8) (номинира играчи в двете групи) | Владимир (8), Биляна (8), Иван Стефанов (1) (залагат се всички гривни) | 1 | Иван Стефанов (1) (запазва залога си, претендент за шампионския залог)                           | Венцислав (10), Марина (1), Берке (1) (залагат се всички гривни) | 1                                       | Венцислав (10) (запазва залога си, претендент за шампионския залог)                                                                               |
| 25     | 28 октомври, 2024 | Владимир (8) (номинира играчи в двете групи) | Владимир (8), Биляна (8), Иван Стефанов (1) (залагат се всички гривни) | 2 | Владимир (1) (спасен: 1 гривна от залога)                                                        | Венцислав (10), Марина (1), Берке (1) (залагат се всички гривни) | 2                                       | Марина (1) (спасена: 1 гривна от залога) |
| 25     | 28 октомври, 2024 | Владимир (8) (номинира играчи в двете групи) | Владимир (8), Биляна (8), Иван Стефанов (1) (залагат се всички гривни) | 3 | Биляна (0) (застрашена от елиминация)                                                            | Венцислав (10), Марина (1), Берке (1) (залагат се всички гривни) | 3                                       | Берке (0) (застрашен от елиминация) |
| 26     | 29 октомври, 2024 | Игра на Победителите | Игра на Победителите | Игра на Победителите | Игра на Победителите                                                                             | Елиминация                                                       | Елиминация                              | Елиминация |
| 26     | 29 октомври, 2024 | Шампионски залог (16 гривни) | Шампионски залог (16 гривни) | Шампионски залог (16 гривни) | Победител                                                                                        | Игра за Оцеляване                                                | Игра за Оцеляване                       | Победител |
| 26     | 29 октомври, 2024 | Иван Стефанов (1), Венцислав (10) (играчите не залагат собствените си гривни) | Иван Стефанов (1), Венцислав (10) (играчите не залагат собствените си гривни) | Иван Стефанов (1), Венцислав (10) (играчите не залагат собствените си гривни) | Венцислав (26) (втора размяна от Венци: 10 сини гривни = 1 зелена гривна на стойност 30 000 лв.) | Биляна (0), Берке (0)                                            | Биляна (0), Берке (0)                   | Биляна (1) (1 гривна от победителят в шампионския залог – Венцислав (25) Иван Стефанов (0) (напуска доброволно играта и спасява Берке с 1 гривна) |
| Епизод | Епизод            | Избор от Диска | Игри за Тотален залог | Игри за Тотален залог | Игри за Тотален залог                                                                            | Игри за Тотален залог                                            | Игри за Тотален залог                   | Игри за Тотален залог |
| №      | Дата              | Избор от Диска | Номинирани Група А | Класиране 1 гривна за шампионския залог | Класиране 1 гривна за шампионския залог                                                          | Номинирани Група Б                                               | Класиране 1 гривна за шампионския залог | Класиране 1 гривна за шампионския залог |
| 27     | 30 октомври, 2024 | Емил (3) (избран от диска на 29.10) (Берке от лагер 2 преминава в лагер 1) | Бистра (7), Мая (1), Марина (1) | 1 | Бистра (7)                                                                                       | Лора (1), Нина (1), Ванеса (2)                                   | 1                                       | Ванеса (2) |
| 27     | 30 октомври, 2024 | Емил (3) (избран от диска на 29.10) (Берке от лагер 2 преминава в лагер 1) | Бистра (7), Мая (1), Марина (1) | 2 | Мая (1)                                                                                          | Лора (1), Нина (1), Ванеса (2)                                   | 2                                       | Нина (1) |
| 27     | 30 октомври, 2024 | Емил (3) (избран от диска на 29.10) (Берке от лагер 2 преминава в лагер 1) | Бистра (7), Мая (1), Марина (1) | 3 | Марина (0)                                                                                       | Лора (1), Нина (1), Ванеса (2)                                   | 3                                       | Лора (0) |
| 28     | 31 октомври, 2024 | Игра на Победителите | Игра на Победителите | Игра на Победителите | Игра на Победителите                                                                             | Елиминация                                                       | Елиминация                              | Елиминация |
| 28     | 31 октомври, 2024 | Шампионски залог (2 гривни) | Шампионски залог (2 гривни) | Шампионски залог (2 гривни) | Победител                                                                                        | Игра за Оцеляване                                                | Игра за Оцеляване                       | Победител |
| 28     | 31 октомври, 2024 | Бистра (7), Ванеса (2) (всички играчи получават обяд по случай достигането на средата на играта) (влизат специални правила за следващата седмица 8, които засягат богати и бедни играчи) | Бистра (7), Ванеса (2) (всички играчи получават обяд по случай достигането на средата на играта) (влизат специални правила за следващата седмица 8, които засягат богати и бедни играчи) | Бистра (7), Ванеса (2) (всички играчи получават обяд по случай достигането на средата на играта) (влизат специални правила за следващата седмица 8, които засягат богати и бедни играчи) | Ванеса (4)                                                                                       | Марина (0), Лора (0)                                             | Марина (0), Лора (0)                    | Марина (1) (1 гривна от победителят в шампионския залог – Ванеса (3) Лора (0) (елиминирана от Марина)                                             |

Седмица 8: Богати срещу Бедни (Трета доставка на провизии във въздуха)
| Епизод | Епизод          | Избор от Диска                                                                                         | Игра на Богати срещу Бедни                        | Игра на Богати срещу Бедни              | Игра на Богати срещу Бедни |
| №      | Дата            | Избор от Диска                                                                                         | Номинирани Отбор Богати                           | Номинирани Отбор Бедни                  | Победители Отбор Бедни |
| ------ | --------------- | --- | ------------------------------------------------- | --------------------------------------- | --- |
| 29     | 4 ноември, 2024 | Виктор Гогов (1) (избран от диска на 31.10)                                                            | Дзами (15), Георги (18)                           | Виктор Гогов (1), Вера (1)              | Виктор Гогов (1), Вера (1) |
| 30     | 5 ноември, 2024 | Игра на Богатите за запазване на гривните                                                              | Игра на Богатите за запазване на гривните         | Игра на Бедните за 8 гривни на Богатите | Игра на Бедните за 8 гривни на Богатите |
| 30     | 5 ноември, 2024 | Дзами (15), Георги (18) (Дзами (7) губи половина от гривните си) (Петя от лагер 1 преминава в лагер 2) | Победител                                         | Виктор Гогов (1), Вера (1)              | Победител |
| 30     | 5 ноември, 2024 | Дзами (15), Георги (18) (Дзами (7) губи половина от гривните си) (Петя от лагер 1 преминава в лагер 2) | Георги (18) (запазва гривните си)                 | Виктор Гогов (1), Вера (1)              | Виктор Гогов (9) (печели 8-те гривни на Дзами) |
| Епизод | Епизод          | Избор от Диска                                                                                         | Игра на Богати срещу Бедни                        | Игра на Богати срещу Бедни              | Игра на Богати срещу Бедни |
| №      | Дата            | Избор от Диска                                                                                         | Номинирани Отбор Богати                           | Номинирани Отбор Бедни                  | Победители Отбор Богати |
| 31     | 6 ноември, 2024 | Марина (1) (избрана от диска на 05.11) (последна доставка на провизии за време)                        | Виктор Гогов (9), Бистра (7)                      | Марина (1), Петя (1)                    | Виктор Гогов (9), Бистра (7) |
| 32     | 7 ноември, 2024 | Игра на Богатите за 1 гривна на Бедните                                                                | Игра на Богатите за 1 гривна на Бедните           | Елиминация                              | Елиминация |
| 32     | 7 ноември, 2024 | Игра на Богатите за 1 гривна на Бедните                                                                | Игра на Богатите за 1 гривна на Бедните           | Игра за Оцеляване                       | |
| 32     | 7 ноември, 2024 | Виктор Гогов (9), Бистра (7)                                                                           | Победител                                         | Марина (0), Петя (0)                    | Победител |
| 32     | 7 ноември, 2024 | Виктор Гогов (9), Бистра (7)                                                                           | Бистра (8) (печели 1 гривна от отбора на бедните) | Марина (0), Петя (0)                    | Петя (1) (връща 1 от гривните си) Марина (0) (напуска по здравословни причини след играта за оцеляване) (в началото на седмица 9 влизат извънредни правила за следващите 48 часа, които се отнасят за бедните играчи с една гривна) |

Седмица 9
| Епизод | Епизод           | Избор от Диска | Игра на Бедните                                                          | Игра на Бедните                                                                       | Елиминация                                                            | Елиминация                                                                                | Елиминация                                                                                | Елиминация |
| №      | Дата             | Избор от Диска | Номинирани                                                               | Победител                                                                             | Игра за Оцеляване                                                     | Победител                                                                                 | Победител                                                                                 | Победител |
| ------ | ---------------- | --- | ------------------------------------------------------------------------ | ------------------------------------------------------------------------------------- | --------------------------------------------------------------------- | ----------------------------------------------------------------------------------------- | ----------------------------------------------------------------------------------------- | --- |
| 33     | 11 ноември, 2024 | Виктор Гогов (9) (избран от диска на 07.11)                                                                          | Вера (1), Нина (1), Петя (1)                                             | Вера (3)                                                                              | Нина (0), Петя (0)                                                    | Петя (1) (връща 1 гривна от Вера (2) Нина (0) (елиминирана от Петя в играта за оцеляване) | Петя (1) (връща 1 гривна от Вера (2) Нина (0) (елиминирана от Петя в играта за оцеляване) | Петя (1) (връща 1 гривна от Вера (2) Нина (0) (елиминирана от Петя в играта за оцеляване)                           |
| 34     | 12 ноември, 2024 | Вера (2) (избрана от диска на 11.11) Владимир (0) (напуска по здравословни причини и дава 1 гривна на Венцислав (26) | Биляна (1), Петя (1), Мая (1)                                            | Петя (3)                                                                              | Биляна (0), Мая (0)                                                   | Мая (1) (връща 1 гривна от Петя (2) Биляна (0) (елиминирана от Мая в играта за оцеляване) | Мая (1) (връща 1 гривна от Петя (2) Биляна (0) (елиминирана от Мая в играта за оцеляване) | Мая (1) (връща 1 гривна от Петя (2) Биляна (0) (елиминирана от Мая в играта за оцеляване)                           |
| Епизод | Епизод           | Избор от Диска | Игри за Тотален залог                                                    | Игри за Тотален залог                                                                 | Игри за Тотален залог                                                 | Игри за Тотален залог                                                                     | Игри за Тотален залог                                                                     | Игри за Тотален залог                                                                                               |
| №      | Дата             | Избор от Диска | Номинирани Група А                                                       | Класиране 18 гривни за шампионския залог                                              | Номинирани Група Б                                                    | Класиране 3 гривни за шампионския залог                                                   | Класиране 3 гривни за шампионския залог                                                   | Класиране 3 гривни за шампионския залог                                                                             |
| 35     | 13 ноември, 2024 | Виктор Гогов (9) (избран от диска на 12.11) (номинира играчи в двете групи)                                          | Мирослав (6), Георги (18), Кирил (9) (залагат се всички гривни)          | 1. Мирослав (6) (запазва залога си, претендент за шампионския залог)                  | Виктор Митов (2), Петя (2), Александър (3) (залагат се всички гривни) | 1. Александър (3) (запазва залога си, претендент за шампионския залог)                    | 1. Александър (3) (запазва залога си, претендент за шампионския залог)                    | 1. Александър (3) (запазва залога си, претендент за шампионския залог)                                              |
| 35     | 13 ноември, 2024 | Виктор Гогов (9) (избран от диска на 12.11) (номинира играчи в двете групи)                                          | Мирослав (6), Георги (18), Кирил (9) (залагат се всички гривни)          | 2. Георги (9) (спасен: губи половината от гривните си и златната гривна даваща храна) | Виктор Митов (2), Петя (2), Александър (3) (залагат се всички гривни) | 2. Виктор Митов (1) (спасен: губи половината от гривните си)                              | 2. Виктор Митов (1) (спасен: губи половината от гривните си)                              | 2. Виктор Митов (1) (спасен: губи половината от гривните си)                                                        |
| 35     | 13 ноември, 2024 | Виктор Гогов (9) (избран от диска на 12.11) (номинира играчи в двете групи)                                          | Мирослав (6), Георги (18), Кирил (9) (залагат се всички гривни)          | 3. Кирил (0) (застрашен от елиминация)                                                | Виктор Митов (2), Петя (2), Александър (3) (залагат се всички гривни) | 3. Петя (0) (застрашена от елиминация)                                                    | 3. Петя (0) (застрашена от елиминация)                                                    | 3. Петя (0) (застрашена от елиминация)                                                                              |
| 36     | 14 ноември, 2024 | Игра на Победителите                                                                                                 | Игра на Победителите                                                     | Игра на Победителите                                                                  | Игра на Победителите                                                  | Елиминация                                                                                | Елиминация                                                                                | Елиминация |
| 36     | 14 ноември, 2024 | Шампионски залог (21 гривни)                                                                                         | Шампионски залог (21 гривни)                                             | Шампионски залог (21 гривни)                                                          | Победител                                                             | Игра за Оцеляване                                                                         | Игра за Оцеляване                                                                         | Победител |
| 36     | 14 ноември, 2024 | Мирослав (6), Александър (3) (играчите не залагат собствените си гривни)                                             | Мирослав (6), Александър (3) (играчите не залагат собствените си гривни) | Мирослав (6), Александър (3) (играчите не залагат собствените си гривни)              | Александър (24) (първа златна и зелена гривна)                        | Кирил (0), Петя (0)                                                                       | Кирил (0), Петя (0)                                                                       | Кирил (4) (връща половината от гривните си от Александър (20) Петя (0) (елиминирана от Кирил в играта за оцеляване) |

Седмица 10
| Епизод | Епизод           | Избор от Диска                             | Игри за Тотален залог                 | Игри за Тотален залог                   | Игри за Тотален залог                                                | Игри за Тотален залог                   | Игри за Тотален залог                   | Игри за Тотален залог |
| №      | Дата             | Избор от Диска                             | Номинирани Група А                    | Класиране 7 гривни за шампионския залог | Класиране 7 гривни за шампионския залог                              | Номинирани Група Б                      | Класиране 8 гривни за шампионския залог | Класиране 8 гривни за шампионския залог |
| ------ | ---------------- | ------------------------------------------ | ------------------------------------- | --------------------------------------- | -------------------------------------------------------------------- | --------------------------------------- | --------------------------------------- | --- |
| 37     | 18 ноември, 2024 | Ванеса (3) (избрана от диска на 14.11)     | Дзами (7), Берке (1), Александър (20) | 1                                       | Александър (20) (запазва залога си, претендент за шампионския залог) | Емил (3), Кирил (4), Георги (9)         | 1                                       | Емил (3) (запазва залога си, претендент за шампионския залог)                                                                                                   |
| 37     | 18 ноември, 2024 | Ванеса (3) (избрана от диска на 14.11)     | Дзами (7), Берке (1), Александър (20) | 2                                       | Берке (1) (не разделя гривните си, тъй като има само една)           | Емил (3), Кирил (4), Георги (9)         | 2                                       | Георги (5) (спасен: губи половината от гривните си) |
| 37     | 18 ноември, 2024 | Ванеса (3) (избрана от диска на 14.11)     | Дзами (7), Берке (1), Александър (20) | 3                                       | Дзами (0) (застрашен от елиминация)                                  | Емил (3), Кирил (4), Георги (9)         | 3                                       | Кирил (0) (застрашен от елиминация) |
| 38     | 19 ноември, 2024 | Игра на Победителите                       | Игра на Победителите                  | Игра на Победителите                    | Игра на Победителите                                                 | Елиминация                              | Елиминация                              | Елиминация |
| 38     | 19 ноември, 2024 | Шампионски залог (15 гривни)               | Шампионски залог (15 гривни)          | Шампионски залог (15 гривни)            | Победител                                                            | Игра за Оцеляване                       | Игра за Оцеляване                       | Победител |
| 38     | 19 ноември, 2024 | Александър (20), Емил (3)                  | Александър (20), Емил (3)             | Александър (20), Емил (3)               | Александър (35)                                                      | Дзами (0), Кирил (0)                    | Дзами (0), Кирил (0)                    | Дзами (3) (връща половината от гривните си от Александър (32) (втора и трета зелена гривна за Александър) Кирил (0) (елиминиран от Дзами в играта за оцеляване) |
| Епизод | Епизод           | Избор от Диска                             | Игри за Тотален залог                 | Игри за Тотален залог                   | Игри за Тотален залог                                                | Игри за Тотален залог                   | Игри за Тотален залог                   | Игри за Тотален залог |
| №      | Дата             | Избор от Диска                             | Номинирани Група А                    | Класиране 7 гривни за шампионския залог | Класиране 7 гривни за шампионския залог                              | Номинирани Група Б                      | Класиране 6 гривни за шампионския залог | Класиране 6 гривни за шампионския залог |
| 39     | 20 ноември, 2024 | Александър (32) (избран от диска на 19.11) | Берке (1), Виктор Гогов (9), Емил (3) | 1                                       | Берке (1)                                                            | Виктор Митов (1), Дзами (3), Георги (5) | 1                                       | Виктор Митов (1) |
| 39     | 20 ноември, 2024 | Александър (32) (избран от диска на 19.11) | Берке (1), Виктор Гогов (9), Емил (3) | 2                                       | Виктор Гогов (5)                                                     | Виктор Митов (1), Дзами (3), Георги (5) | 2                                       | Дзами (2) |
| 39     | 20 ноември, 2024 | Александър (32) (избран от диска на 19.11) | Берке (1), Виктор Гогов (9), Емил (3) | 3                                       | Емил (0)                                                             | Виктор Митов (1), Дзами (3), Георги (5) | 3                                       | Георги (0) |
| 40     | 21 ноември, 2024 | Игра на Победителите                       | Игра на Победителите                  | Игра на Победителите                    | Игра на Победителите                                                 | Елиминация                              | Елиминация                              | Елиминация |
| 40     | 21 ноември, 2024 | Шампионски залог (13 гривни)               | Шампионски залог (13 гривни)          | Шампионски залог (13 гривни)            | Победител                                                            | Игра за Оцеляване                       | Игра за Оцеляване                       | Победител |
| 40     | 21 ноември, 2024 | Берке (1), Виктор Митов (1)                | Берке (1), Виктор Митов (1)           | Берке (1), Виктор Митов (1)             | Берке (14)                                                           | Емил (0), Георги (0)                    | Емил (0), Георги (0)                    | Георги (2) (връща половината от гривните си от Берке (12) (първа зелена гривна за Берке) Емил (0) (елиминиран от Георги в играта за оцеляване)                  |

Седмица 11
| Епизод | Епизод           | Избор от Диска                            | Игри за Тотален залог                   | Игри за Тотален залог                   | Игри за Тотален залог                   | Игри за Тотален залог                       | Игри за Тотален залог                   | Игри за Тотален залог |
| №      | Дата             | Избор от Диска                            | Номинирани Група А                      | Класиране 8 гривни за шампионския залог | Класиране 8 гривни за шампионския залог | Номинирани Група Б                          | Класиране 3 гривни за шампионския залог | Класиране 3 гривни за шампионския залог |
| ------ | ---------------- | ----------------------------------------- | --------------------------------------- | --------------------------------------- | --------------------------------------- | ------------------------------------------- | --------------------------------------- | --- |
| 41     | 25 ноември, 2024 | Мирослав (6) (избран от диска на 21.11)   | Вера (2), Берке (12), Мирослав (6)      | 1                                       | Мирослав (6)                            | Дзами (2), Виктор Митов (1), Георги (2)     | 1                                       | Виктор Митов (1) |
| 41     | 25 ноември, 2024 | Мирослав (6) (избран от диска на 21.11)   | Вера (2), Берке (12), Мирослав (6)      | 2                                       | Берке (6)                               | Дзами (2), Виктор Митов (1), Георги (2)     | 2                                       | Дзами (1) |
| 41     | 25 ноември, 2024 | Мирослав (6) (избран от диска на 21.11)   | Вера (2), Берке (12), Мирослав (6)      | 3                                       | Вера (0)                                | Дзами (2), Виктор Митов (1), Георги (2)     | 3                                       | Георги (0) |
| 42     | 26 ноември, 2024 | Игра на Победителите                      | Игра на Победителите                    | Игра на Победителите                    | Игра на Победителите                    | Елиминация                                  | Елиминация                              | Елиминация |
| 42     | 26 ноември, 2024 | Шампионски залог (11 гривни)              | Шампионски залог (11 гривни)            | Шампионски залог (11 гривни)            | Победител                               | Игра за Оцеляване                           | Игра за Оцеляване                       | Победител |
| 42     | 26 ноември, 2024 | Мирослав (6), Виктор Митов (1)            | Мирослав (6), Виктор Митов (1)          | Мирослав (6), Виктор Митов (1)          | Мирослав (17)                           | Вера (0), Георги (0)                        | Вера (0), Георги (0)                    | Георги (1) (връща половината от гривните си от Мирослав (16) (първа зелена гривна за Мирослав) Вера (0) (елиминирана от Георги в играта за оцеляване)               |
| Епизод | Епизод           | Избор от Диска                            | Игри за Тотален залог                   | Игри за Тотален залог                   | Игри за Тотален залог                   | Игри за Тотален залог                       | Игри за Тотален залог                   | Игри за Тотален залог |
| №      | Дата             | Избор от Диска                            | Номинирани Група А                      | Класиране 2 гривни за шампионския залог | Класиране 2 гривни за шампионския залог | Номинирани Група Б                          | Класиране 8 гривни за шампионския залог | Класиране 8 гривни за шампионския залог |
| 43     | 27 ноември, 2024 | Венцислав (26) (избран от диска на 26.11) | Дзами (1), Ванеса (3), Виктор Митов (1) | 1                                       | Дзами (1)                               | Берке (6), Виктор Гогов (5), Венцислав (26) | 1                                       | Венцислав (26) |
| 43     | 27 ноември, 2024 | Венцислав (26) (избран от диска на 26.11) | Дзами (1), Ванеса (3), Виктор Митов (1) | 2                                       | Ванеса (2)                              | Берке (6), Виктор Гогов (5), Венцислав (26) | 2                                       | Виктор Гогов (3) |
| 43     | 27 ноември, 2024 | Венцислав (26) (избран от диска на 26.11) | Дзами (1), Ванеса (3), Виктор Митов (1) | 3                                       | Виктор Митов (0)                        | Берке (6), Виктор Гогов (5), Венцислав (26) | 3                                       | Берке (0) |
| 44     | 28 ноември, 2024 | Игра на Победителите                      | Игра на Победителите                    | Игра на Победителите                    | Игра на Победителите                    | Елиминация                                  | Елиминация                              | Елиминация |
| 44     | 28 ноември, 2024 | Шампионски залог (10 гривни)              | Шампионски залог (10 гривни)            | Шампионски залог (10 гривни)            | Победител                               | Игра за Оцеляване                           | Игра за Оцеляване                       | Победител |
| 44     | 28 ноември, 2024 | Дзами (1), Венцислав (26)                 | Дзами (1), Венцислав (26)               | Дзами (1), Венцислав (26)               | Венцислав (36)                          | Виктор Митов (0), Берке (0)                 | Виктор Митов (0), Берке (0)             | Виктор Митов (1) (връща половината от гривните си от Венцислав (35) (трета зелена гривна за Венцислав) Берке (0) (елиминиран от Виктор Митов в играта за оцеляване) |

Седмица 12
| Епизод | Епизод           | Избор от Диска                             | Игри за Тотален залог                      | Игри за Тотален залог                    | Игри за Тотален залог                                    | Игри за Тотален залог                         | Игри за Тотален залог                    | Игри за Тотален залог |
| №      | Дата             | Избор от Диска                             | Номинирани Група А                         | Класиране 32 гривни за шампионския залог | Класиране 32 гривни за шампионския залог                 | Номинирани Група Б                            | Класиране 3 гривни за шампионския залог  | Класиране 3 гривни за шампионския залог |
| ------ | ---------------- | ------------------------------------------ | ------------------------------------------ | ---------------------------------------- | -------------------------------------------------------- | --------------------------------------------- | ---------------------------------------- | --- |
| 45     | 2 декември, 2024 | Александър (32) (избран от диска на 28.11) | Александър (32), Мирослав (16), Георги (1) | 1                                        | Георги (1)                                               | Виктор Митов (1), Дзами (1), Виктор Гогов (3) | 1                                        | Виктор Митов (1) |
| 45     | 2 декември, 2024 | Александър (32) (избран от диска на 28.11) | Александър (32), Мирослав (16), Георги (1) | 2                                        | Александър (16)                                          | Виктор Митов (1), Дзами (1), Виктор Гогов (3) | 2                                        | Дзами (1) |
| 45     | 2 декември, 2024 | Александър (32) (избран от диска на 28.11) | Александър (32), Мирослав (16), Георги (1) | 3                                        | Мирослав (0)                                             | Виктор Митов (1), Дзами (1), Виктор Гогов (3) | 3                                        | Виктор Гогов (0) |
| 46     | 3 декември, 2024 | Игра на Победителите                       | Игра на Победителите                       | Игра на Победителите                     | Игра на Победителите                                     | Елиминация                                    | Елиминация                               | Елиминация |
| 46     | 3 декември, 2024 | Шампионски залог (35 гривни)               | Шампионски залог (35 гривни)               | Шампионски залог (35 гривни)             | Победител                                                | Игра за Оцеляване                             | Игра за Оцеляване                        | Победител |
| 46     | 3 декември, 2024 | Георги (1), Виктор Митов (1)               | Георги (1), Виктор Митов (1)               | Георги (1), Виктор Митов (1)             | Георги (36) (отново печели златната гривна даваща храна) | Мирослав (0), Виктор Гогов (0)                | Мирослав (0), Виктор Гогов (0)           | Мирослав (8) (връща половината от гривните си от Георги (28) (втора зелена гривна за Георги) Виктор Гогов (0) (елиминиран от Мирослав в играта за оцеляване) |
| Епизод | Епизод           | Избор от Диска                             | Игри за Тотален залог                      | Игри за Тотален залог                    | Игри за Тотален залог                                    | Игри за Тотален залог                         | Игри за Тотален залог                    | Игри за Тотален залог |
| №      | Дата             | Избор от Диска                             | Номинирани Група А                         | Класиране 12 гривни за шампионския залог | Класиране 12 гривни за шампионския залог                 | Номинирани Група Б                            | Класиране 10 гривни за шампионския залог | Класиране 10 гривни за шампионския залог |
| 47     | 4 декември, 2024 | Венцислав (35) (избран от диска на 03.12)  | Бистра (8), Мирослав (8), Виктор Митов (1) | 1                                        | Виктор Митов (1)                                         | Александър (16), Ванеса (2), Дзами (1)        | 1                                        | Дзами (1) |
| 47     | 4 декември, 2024 | Венцислав (35) (избран от диска на 03.12)  | Бистра (8), Мирослав (8), Виктор Митов (1) | 2                                        | Бистра (4)                                               | Александър (16), Ванеса (2), Дзами (1)        | 2                                        | Александър (8) |
| 47     | 4 декември, 2024 | Венцислав (35) (избран от диска на 03.12)  | Бистра (8), Мирослав (8), Виктор Митов (1) | 3                                        | Мирослав (0)                                             | Александър (16), Ванеса (2), Дзами (1)        | 3                                        | Ванеса (0) |
| 48     | 5 декември, 2024 | Игра на Победителите                       | Игра на Победителите                       | Игра на Победителите                     | Игра на Победителите                                     | Елиминация                                    | Елиминация                               | Елиминация |
| 48     | 5 декември, 2024 | Шампионски залог (22 гривни)               | Шампионски залог (22 гривни)               | Шампионски залог (22 гривни)             | Победител                                                | Игра за Оцеляване                             | Игра за Оцеляване                        | Победител |
| 48     | 5 декември, 2024 | Виктор Митов (1), Дзами (1)                | Виктор Митов (1), Дзами (1)                | Виктор Митов (1), Дзами (1)              | Дзами (23)                                               | Мирослав (0), Ванеса (0)                      | Мирослав (0), Ванеса (0)                 | Мирослав (4) (връща половината от гривните си от Дзами (19) (зелена гривна за Дзами) Ванеса (0) (елиминирана от Мирослав в играта за оцеляване)              |

Седмица 13: Финал
| Епизод | Епизод            | Избор от Диска                                                                | Игра за всички гривни | Игра за всички гривни                                     | Елиминация                   | Елиминация |
| №      | Дата              | Избор от Диска                                                                | Номинирани | Победител                                                 | Игра за Оцеляване            | Победител |
| ------ | ----------------- | ----------------------------------------------------------------------------- | --- | --------------------------------------------------------- | ---------------------------- | --- |
| 49     | 9 декември, 2024  | Георги (28) (избран от диска на 05.12)                                        | Александър (8), Мирослав (4), Бистра (4) | Александър (16)                                           | Мирослав (0), Бистра (0)     | Бистра (2) (връща половината от гривните си от Александър (14) (зелена гривна за Александър) Мирослав (0) (елиминиран от Бистра в играта за оцеляване)                        |
| 50     | 10 декември, 2024 | Дзами (19) (избран от диска на 09.12)                                         | Виктор Митов (1), Георги (28), Александър (14) | Александър (43)                                           | Виктор Митов (0), Георги (0) | Георги (14) (връща половината от гривните си от Александър (29) (златна и зелена гривна за Александър) Виктор Митов (0) (елиминиран от Георги в играта за оцеляване)          |
| 51     | 11 декември, 2024 | Венцислав (35) (избран от диска на 10.12)                                     | Бистра (2), Дзами (19), Мая (0) (напуска доброволно и дава своята 1 гривна на Бистра (3)                                                              | Дзами (22) (зелена гривна за Дзами)                       | –                            | Дзами (0) (напуска доброволно и спасява Бистра, като ѝ предоставя 22 гривни) (Лагер 1 – „Нумеролози“ се закрива) (Венцислав е първият финалист, събрал най-много гривни – 35) |
| 52     | 12 декември, 2024 | Финал                                                                         | Финал | Финал                                                     | Финал                        | Финал |
| 52     | 12 декември, 2024 | Първи финалист                                                                | Игра за втори финалист | Победител                                                 | Игра за трети финалист       | Победител |
| 52     | 12 декември, 2024 | Венцислав (35)                                                                | Александър (29), Бистра (22), Георги (14) (не се залагат гривни в двете игри за определяне на втори и трети финалист, а залогът е класиране за топ 3) | Александър (29) (Александър е вторият финалист след игра) | Бистра (22), Георги (14)     | Георги (14) (Георги е третият финалист след игра) Бистра (0) (Бистра дава своите 22 гривни на Александър (51)                                                                 |
| 52     | 12 декември, 2024 | Финална игра с отваряне на сандъците за дял от наградния фонд от 300 000 лева | |                                                           |                              | |

Легенда:
- (3) – текущ брой гривни + № 100 златната гривна (1 гривна = 3 000 лв.)
- (пример: № 91 гривна е пусната в играта) – допълнителна информация
- – текущ притежател на златната гривна през първи етап (във втория етап гривната дава само храна)
- – елиминация